# Las llaves de casa
Las llaves de casa (Le chiavi di casa) es una película dirigida por Gianni Amelio en 2005 y protagonizada por Kim Rossi Stuart, Charlotte Rampling, Andrea Rossi, Alla Faerovich, Pier Francisco Favino, Manuel Katzy y Michael Weis.  
Se rodó a partir de un libro de Giuseppe Pontiggia, Nacido dos veces, una novela que el personaje de Nicole le recomienda a Gianni en el hospital. La historia indaga en la paternidad y sus conflictos, y en la naturaleza de la discapacidad física y psíquica. Se presentó en el Festival Internacional de Cine de Venecia y que fue la propuesta italiana a los premios Óscar en la categoría de «Mejor película en lengua extranjera». 

## Sinopsis
Paolo nació tras un parto difícil y padece daños físicos y mentales. Su padre, Gianni, al ver cómo su amante fallecía al dar a luz a un hijo minusválido psíquico, le abandonó y no ha vuelto a verle desde entonces. Cuando quince años después Paolo necesita viajar a Berlín, Alemania, por motivos médicos, conoce a su padre y entre ellos comienza una bonita relación en la que Gianni aprende a querer a su hijo y, gracias a Nicole, una fuerte mujer que conoce en el hospital, a superar la culpa de haberle abandonado.